# 빛이 있으라

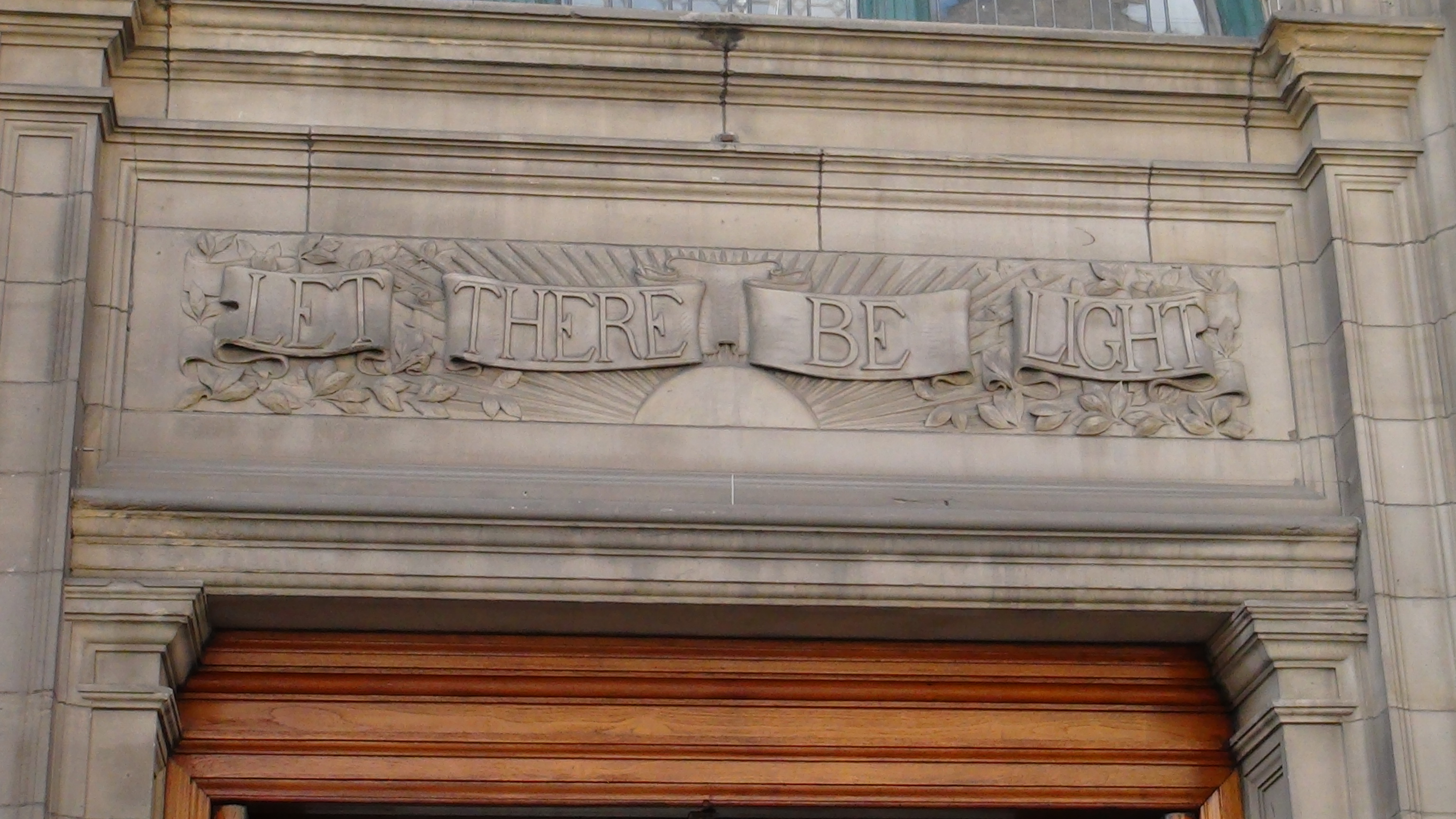
에든버러 카네기 도서관 중앙 도서관의 문 위에 비유적으로 쓰인 "빛이 생겨라" 구.

"빛이 있으라"는 구약성경의 첫 장인 창세기에 나오는 히브리어 יְהִי אוֹר (yehi 'or)의 한국어 번역이다. 다른 언어로는 라틴어 구 fiat lux, 그리스어 구 γενηθήτω φῶς (genēthētō phōs)가 있다.

## 창세기
'빛이 있으라'라는 문장은 창세기 1장 3절에 나오며, 원문은 다음과 같다.
1태초에 하나님이 천지를 창조하시니라

2땅이 혼돈하고 공허하며 흑암이 깊음 위에 있고 하나님의 영은 수면 위에 운행하시니라

3하나님이 이르시되 빛이 있으라 하시니 빛이 있었고

4빛이 하나님이 보시기에 좋았더라 하나님이 빛과 어둠을 나누사

5하나님이 빛을 낮이라 부르시고 어둠을 밤이라 부르시니라 저녁이 되고 아침이 되니 이는 첫째 날이니라

## 어원
성경시대 히브리어에서, 'יְהִי אוֹר'(예히 오르)라는 단어는 2개의 단어로 이루어져 있다. 'יְהִי'(예히)는 3인칭 남성 단수 형태의 단어로, '존재하다'라는 의미를 가지고 있으며, 'אוֹר'(오르)는 빛을 의미한다.

## 같이 보기
- 베타니아의 라자로